# إيقاظ الأمة
إيقاظ الأمة: حافلة الحرية فيلم وثائقي أسترالي صور سنة 2002م وأنتجه أغستينو إموندي سنة 2005م.

## القصة
مجموعة من مناصري حقوق الإنسان مهتمة بالتجاوزات التي تقع في السجون الأسترالية للمهاجرين وطالبي اللجوء السياسي. مهمة «حافلة الحرية» هي زيارة اللاجئين في المخيمات، وفضح الإساءات بحقهم. «إيقاظ الأمة» يأخذنا في رحلة نتعرّف من خلالها على خليط عجيب من اللاجئين من مختلف دول الشرق الأوسط وجنوب آسيا: ربات بيوت، مراهقين، عاطلين، وطلبة. يحكون قصص المشاجرات اللانهائية مع الشرطة، وأهالي المدن الصغيرة العنصريين، وحرّاس مراكز الاحتجاز. تمّ تهريب بعض اللقطات من داخل هذه المخيمات، وتظهر صوراً مأساوية، وتثبت أن هناك تجاوزات كثيرة تقع في صحراء أستراليا يتوجّب على الناس معرفتها.

## روابط خارجية
- إيقاظ الأمة على موقع IMDb (الإنجليزية)